# Datorspelsåret 2016 (januari–juni)

## Händelser
- 3-10 januari – Det välgörande speedrunevenemanget Awesome Games Done Quick hålls av gemenskapen på Speed Demos Archive i Virginia.[1][2]
- 4 januari - Activision Blizzard meddelar att man förvärvat Major League Gaming.[3]
- 6 januari - Square Enix stänger igen dotterbolaget Shinra Technologies.[4]
- 8 januari
  - Marc Laidlaw lämnar Valve Corporation.[5]
  - David Brevik lämnar sin post som VD för Gazillion Entertainment.[6]
- 14-16 juni - E3 2016 i Los Angeles Convention Center i Los Angeles i delstaten Kalifornien i USA.[7]

### Januari–mars
| Månad           | Dag | Titel                                                     | Plattform(ar)                               | Källa   |
| --------------- | --- | --------------------------------------------------------- | ------------------------------------------- | ------- |
| J A N U A R I   | 4   | Pony Island                                               | Win, Mac, Lin                               | [ 8 ]   |
| J A N U A R I   | 5   | Amplitude                                                 | PS4                                         | [ 9 ]   |
| J A N U A R I   | 5   | Hardware: Rivals                                          | PS4                                         | [ 10 ]  |
| J A N U A R I   | 5   | Volume                                                    | PSVita                                      | [ 11 ]  |
| J A N U A R I   | 6   | Boxboy! Mou Hitotako[A]                                   | 3DS                                         | [ 12 ]  |
| J A N U A R I   | 8   | Punch Club                                                | Win                                         | [ 13 ]  |
| J A N U A R I   | 8   | Lovely Planet                                             | XBO                                         | [ 14 ]  |
| J A N U A R I   | 12  | Assassin's Creed Chronicles: India                        | Win, PS4, XBO                               | [ 15 ]  |
| J A N U A R I   | 12  | Gemini: Heroes Reborn                                     | XBO                                         | [ 16 ]  |
| J A N U A R I   | 12  | Gone Home: Console Edition                                | PS4, XBO                                    | [ 17 ]  |
| J A N U A R I   | 12  | Tharsis                                                   | Win, PS4                                    | [ 18 ]  |
| J A N U A R I   | 12  | The Banner Saga                                           | PS4, XBO                                    | [ 19 ]  |
| J A N U A R I   | 12  | That Dragon, Cancer                                       | Win, Mac, Droid                             | [ 20 ]  |
| J A N U A R I   | 15  | Dragon's Dogma: Dark Arisen                               | Win                                         | [ 21 ]  |
| J A N U A R I   | 15  | Echoes of Aetheria                                        | Win                                         | [ 22 ]  |
| J A N U A R I   | 15  | Oxenfree                                                  | Win, Mac, XBO                               | [ 23 ]  |
| J A N U A R I   | 19  | Attractio                                                 | Win, PS4, Mac, Lin                          | [ 24 ]  |
| J A N U A R I   | 19  | A Boy and His Blob                                        | Win, PS4, PSVita, XBO                       | [ 25 ]  |
| J A N U A R I   | 19  | Blade & Soul[B]                                           | Win                                         | [ 26 ]  |
| J A N U A R I   | 19  | Darkest Dungeon                                           | Win, Mac                                    | [ 27 ]  |
| J A N U A R I   | 19  | Gemini: Heroes Reborn                                     | Win, PS4                                    | [ 16 ]  |
| J A N U A R I   | 19  | Oddworld: New 'n' Tasty!                                  | PSVita                                      | [ 28 ]  |
| J A N U A R I   | 19  | Resident Evil Zero HD Remaster                            | Win, PS3, PS4, X360, XBO                    | [ 29 ]  |
| J A N U A R I   | 19  | The Deadly Tower of Monsters                              | Win, PS4                                    | [ 30 ]  |
| J A N U A R I   | 19  | World of Tanks                                            | PS4                                         | [ 31 ]  |
| J A N U A R I   | 20  | Homeworld: Deserts of Kharak                              | Win                                         | [ 32 ]  |
| J A N U A R I   | 21  | Minecraft: Story Mode: Episode 1 — The Order of the Stone | WiiU                                        | [ 33 ]  |
| J A N U A R I   | 21  | The Westport Independent                                  | Win                                         | [ 34 ]  |
| J A N U A R I   | 21  | Yakuza Kiwami[A]                                          | PS3, PS4                                    | [ 35 ]  |
| J A N U A R I   | 21  | FNaF World                                                | Win                                         | [ 36 ]  |
| J A N U A R I   | 22  | Mario & Luigi: Paper Jam                                  | 3DS                                         | [ 37 ]  |
| J A N U A R I   | 22  | Death by Game Show                                        | Win, Mac, Lin                               | [ 38 ]  |
| J A N U A R I   | 26  | Final Fantasy Explorers[B]                                | 3DS                                         | [ 39 ]  |
| J A N U A R I   | 26  | Lego Marvel's Avengers                                    | Win, X360, XBO, PS3, PS4, PSVita, WiiU, 3DS | [ 40 ]  |
| J A N U A R I   | 26  | The Witness                                               | Win, PS4                                    | [ 41 ]  |
| J A N U A R I   | 28  | Dragon Quest Builders[A]                                  | PS3, PS4, PSVita                            | [ 42 ]  |
| J A N U A R I   | 28  | Rise of the Tomb Raider                                   | Win                                         | [ 43 ]  |
| J A N U A R I   | 28  | Imscared                                                  | Win                                         | [ 44 ]  |
| J A N U A R I   | 29  | AIPD - Artificial Intelligence Police Department          | Win, PS4, XBO                               | [ 45 ]  |
| J A N U A R I   | 29  | Bombshell                                                 | Win                                         | [ 46 ]  |
| J A N U A R I   | 29  | Sébastien Loeb Rally Evo                                  | Win, PS4, XBO                               | [ 47 ]  |
| J A N U A R I   | 29  | This War of Mine: The Little Ones                         | PS4, XBO                                    | [ 48 ]  |
| F E B R U A R I | 2   | American Truck Simulator                                  | Win, Mac, Lin                               | [ 49 ]  |
| F E B R U A R I | 2   | Cobalt                                                    | Win, X360, XBO                              | [ 50 ]  |
| F E B R U A R I | 2   | Digimon Story: Cyber Sleuth                               | PS4, PSVita                                 | [ 51 ]  |
| F E B R U A R I | 2   | Dreii                                                     | Win, iOS, Droid                             | [ 52 ]  |
| F E B R U A R I | 2   | Gravity Rush Remastered                                   | PS4                                         | [ 53 ]  |
| F E B R U A R I | 2   | Megadimension Neptunia VII                                | PS4                                         | [ 54 ]  |
| F E B R U A R I | 2   | Not A Hero                                                | PS4                                         | [ 55 ]  |
| F E B R U A R I | 2   | Sorcery!                                                  | Win, Mac                                    | [ 56 ]  |
| F E B R U A R I | 2   | Tales of Symphonia HD                                     | Win                                         | [ 57 ]  |
| F E B R U A R I | 3   | Fortified                                                 | Win, XBO                                    | [ 58 ]  |
| F E B R U A R I | 3   | Great Detective Pikachu[A]                                | 3DS                                         | [ 59 ]  |
| F E B R U A R I | 4   | Adventures of Mana                                        | iOS, Droid                                  | [ 60 ]  |
| F E B R U A R I | 4   | Agatha Christie: The ABC Murders                          | Win, PS4, XBO                               | [ 61 ]  |
| F E B R U A R I | 5   | XCOM 2                                                    | Win, Mac, Lin                               | [ 62 ]  |
| F E B R U A R I | 9   | Arslan: The Warriors of Legend                            | Win, PS3, PS4, XBO                          | [ 63 ]  |
| F E B R U A R I | 9   | Assassin's Creed Chronicles: Russia                       | Win, PS4, XBO                               | [ 15 ]  |
| F E B R U A R I | 9   | Assassin's Creed Chronicles Trilogy Pack                  | Win, PS4, XBO                               | [ 15 ]  |
| F E B R U A R I | 9   | Dying Light: The Following                                | Win, PS4, XBO                               | [ 64 ]  |
| F E B R U A R I | 9   | Final Fantasy IX                                          | iOS, Droid                                  | [ 65 ]  |
| F E B R U A R I | 9   | Firewatch                                                 | Win, Mac, Lin, PS4                          | [ 66 ]  |
| F E B R U A R I | 9   | Lovers in a Dangerous Spacetime                           | PS4                                         | [ 67 ]  |
| F E B R U A R I | 9   | Naruto Shippuden: Ultimate Ninja Storm 4                  | Win, PS4, XBO                               | [ 68 ]  |
| F E B R U A R I | 9   | Unravel                                                   | Win, PS4, XBO                               | [ 69 ]  |
| F E B R U A R I | 10  | Shin Megami Tensei IV: Apocalypse[A]                      | 3DS                                         | [ 70 ]  |
| F E B R U A R I | 10  | Valkyria Chronicles Remaster[A]                           | PS4                                         | [ 71 ]  |
| F E B R U A R I | 11  | Grand Theft Auto: Liberty City Stories                    | Droid                                       | [ 72 ]  |
| F E B R U A R I | 11  | Oddworld: New 'n' Tasty                                   | WiiU                                        | [ 73 ]  |
| F E B R U A R I | 16  | Elite Dangerous: Arena                                    | Win                                         | [ 74 ]  |
| F E B R U A R I | 16  | Layers of Fear                                            | Win, PS4, XBO                               | [ 75 ]  |
| F E B R U A R I | 16  | Pillars of Eternity: The White March — Part 2             | Win                                         | [ 76 ]  |
| F E B R U A R I | 16  | Project X Zone 2                                          | 3DS                                         | [ 77 ]  |
| F E B R U A R I | 16  | Street Fighter V                                          | Win, PS4                                    | [ 78 ]  |
| F E B R U A R I | 16  | The Escapists: The Walking Dead                           | PS4                                         | [ 79 ]  |
| F E B R U A R I | 16  | Tron Run/r                                                | Win, PS4                                    | [ 80 ]  |
| F E B R U A R I | 17  | Californium                                               | Win, Mac                                    | [ 81 ]  |
| F E B R U A R I | 17  | Rocket League                                             | XBO                                         | [ 82 ]  |
| F E B R U A R I | 18  | Danganronpa: Trigger Happy Havoc                          | Win                                         | [ 83 ]  |
| F E B R U A R I | 18  | Plague Inc: Evolved                                       | Win, Mac, Lin                               | [ 84 ]  |
| F E B R U A R I | 18  | I Am Setsuna[A]                                           | PS4, PSVita                                 | [ 85 ]  |
| F E B R U A R I | 18  | Rayman                                                    | iOS                                         | [ 86 ]  |
| F E B R U A R I | 19  | Fire Emblem Fates[B]                                      | 3DS                                         | [ 87 ]  |
| F E B R U A R I | 23  | Far Cry Primal                                            | PS4, XBO                                    | [ 88 ]  |
| F E B R U A R I | 23  | Hitman Go: Definitive Edition                             | Win, PS4, PSVita                            | [ 89 ]  |
| F E B R U A R I | 23  | Ninja Senki DX                                            | Win, PS4, PSVita                            | [ 90 ]  |
| F E B R U A R I | 23  | One Upon Light                                            | Win, Mac                                    | [ 91 ]  |
| F E B R U A R I | 23  | Plants vs. Zombies: Garden Warfare 2                      | Win, PS4, XBO                               | [ 92 ]  |
| F E B R U A R I | 23  | The Walking Dead: Michonne: Episode 1 — In Too Deep       | Win, PS3, PS4, X360, XBO                    | [ 93 ]  |
| F E B R U A R I | 24  | Disgaea PC                                                | Win                                         | [ 94 ]  |
| F E B R U A R I | 24  | Runner2: Future Legend of Rhythm Alien                    | PS4                                         | [ 95 ]  |
| F E B R U A R I | 24  | The Flame in the Flood                                    | Win, Mac, XBO                               | [ 96 ]  |
| F E B R U A R I | 25  | Superhot                                                  | Win, Mac, Lin                               | [ 97 ]  |
| F E B R U A R I | 25  | Grim Dawn                                                 | Win                                         | [ 98 ]  |
| F E B R U A R I | 25  | Assassin's Creed Identity                                 | iOS                                         | [ 99 ]  |
| F E B R U A R I | 26  | Stardew Valley                                            | Win                                         | [ 100 ] |
| F E B R U A R I | 26  | The Town of Light                                         | Win, Mac, Lin                               | [ 101 ] |
| F E B R U A R I | 26  | We Are The Dwarves                                        | Win, Mac, Lin                               | [ 102 ] |
| F E B R U A R I | 28  | Slashy Souls                                              | iOS, Droid                                  | [ 103 ] |
| F E B R U A R I | 29  | Soul Axiom                                                | Win, Mac                                    | [ 104 ] |
| M A R S         | 1   | Alekhine's Gun                                            | Win, PS4, XBO                               | [ 105 ] |
| M A R S         | 1   | Broforce                                                  | PS4                                         | [ 106 ] |
| M A R S         | 1   | Deponia Doomsday                                          | Win, PS4, XBO                               | [ 107 ] |
| M A R S         | 1   | Far Cry Primal                                            | Win                                         | [ 108 ] |
| M A R S         | 1   | Gears of War: Ultimate Edition                            | Win                                         | [ 109 ] |
| M A R S         | 1   | Heavy Rain                                                | PS4                                         | [ 110 ] |
| M A R S         | 1   | The Witch and the Hundred Knight: Revival Edition         | PS4                                         | [ 111 ] |
| M A R S         | 1   | Tron Run/r                                                | XBO                                         | [ 80 ]  |
| M A R S         | 1   | Xblaze Code: Embryo                                       | Win                                         | [ 112 ] |
| M A R S         | 2   | BlazBlue: Chrono Phantasma Extend                         | Win                                         | [ 113 ] |
| M A R S         | 3   | Black Desert Online                                       | Win                                         | [ 114 ] |
| M A R S         | 4   | Action Henk                                               | PS4, XBO                                    | [ 115 ] |
| M A R S         | 4   | Into the Stars                                            | Win                                         | [ 116 ] |
| M A R S         | 4   | The Legend of Zelda: Twilight Princess HD                 | WiiU                                        | [ 117 ] |
| M A R S         | 8   | Kholat                                                    | PS4                                         | [ 118 ] |
| M A R S         | 8   | Mind Zero                                                 | Win                                         | [ 119 ] |
| M A R S         | 8   | Shardlight                                                | Win                                         | [ 120 ] |
| M A R S         | 8   | Tom Clancy's The Division                                 | Win, PS4, XBO                               | [ 121 ] |
| M A R S         | 9   | Teslagrad                                                 | XBO                                         | [ 122 ] |
| M A R S         | 10  | Deathsmiles                                               | Win                                         | [ 123 ] |
| M A R S         | 10  | Moon Hunters                                              | Win                                         | [ 124 ] |
| M A R S         | 10  | The Guest                                                 | Win                                         | [ 125 ] |
| M A R S         | 11  | Hitman: Intro Pack                                        | Win, PS4, XBO                               | [ 126 ] |
| M A R S         | 11  | WWE 2K16                                                  | Win                                         | [ 127 ] |
| M A R S         | 15  | EA Sports UFC 2                                           | PS4, XBO                                    | [ 128 ] |
| M A R S         | 15  | Need for Speed                                            | Win                                         | [ 129 ] |
| M A R S         | 15  | Salt and Sanctuary                                        | PS4                                         | [ 130 ] |
| M A R S         | 15  | Sheltered                                                 | Win, PS4, XBO                               | [ 131 ] |
| M A R S         | 16  | Dungeon of the Endless                                    | XBO                                         | [ 132 ] |
| M A R S         | 16  | Shadow Complex Remastered                                 | XBO                                         | [ 133 ] |
| M A R S         | 16  | Shantae and the Pirate's Curse                            | XBO                                         | [ 134 ] |
| M A R S         | 17  | Pharaoh Rebirth+                                          | Win                                         | [ 135 ] |
| M A R S         | 18  | Mario & Sonic at the Rio 2016 Olympic Games               | 3DS                                         | [ 136 ] |
| M A R S         | 18  | Pokkén Tournament                                         | WiiU                                        | [ 137 ] |
| M A R S         | 21  | Hyperdimension Neptunia U: Action Unleashed               | Win                                         | [ 138 ] |
| M A R S         | 21  | XCOM: Enemy Unknown                                       | PSVita                                      | [ 139 ] |
| M A R S         | 22  | Catlateral Damage                                         | PS4                                         | [ 140 ] |
| M A R S         | 22  | Day of the Tentacle Remastered                            | Win, Mac, Lin, PS4, PSVita                  | [ 141 ] |
| M A R S         | 22  | République                                                | Win, Mac, PS4, iOS, Droid                   | [ 142 ] |
| M A R S         | 22  | Stranger of Sword City                                    | XBO                                         | [ 143 ] |
| M A R S         | 22  | Trackmania Turbo                                          | Win, PS4, XBO                               | [ 144 ] |
| M A R S         | 23  | Way of the Samurai 3                                      | Win                                         | [ 145 ] |
| M A R S         | 24  | Atari Vault                                               | Win                                         | [ 146 ] |
| M A R S         | 24  | Dead or Alive Xtreme 3[A]                                 | PS4, PSVita                                 | [ 147 ] |
| M A R S         | 24  | LostWinds                                                 | Win                                         | [ 148 ] |
| M A R S         | 24  | LostWinds 2: Winter of the Melodias                       | Win                                         | [ 148 ] |
| M A R S         | 24  | Samorost 3                                                | Win, Mac                                    | [ 149 ] |
| M A R S         | 24  | Slain!                                                    | Win                                         | [ 150 ] |
| M A R S         | 25  | Hyrule Warriors Legends[B]                                | 3DS                                         | [ 151 ] |
| M A R S         | 28  | Adrift                                                    | Win (Oculus Rift)                           | [ 152 ] |
| M A R S         | 28  | Adventure Time: Magic Man's Head Games                    | Win (Oculus Rift)                           | [ 153 ] |
| M A R S         | 28  | Blazerush                                                 | Win (Oculus Rift)                           | [ 153 ] |
| M A R S         | 28  | Chronos                                                   | Win (Oculus Rift)                           | [ 154 ] |
| M A R S         | 28  | Dead Secret                                               | Win (Oculus Rift)                           | [ 153 ] |
| M A R S         | 28  | Eve Gunjack                                               | Win (Oculus Rift)                           | [ 155 ] |
| M A R S         | 28  | Eve: Valkyrie                                             | Win (Oculus Rift)                           | [ 154 ] |
| M A R S         | 28  | Fly to Kuma                                               | Win (Oculus Rift)                           | [ 153 ] |
| M A R S         | 28  | Keep Talking and Nobody Explodes                          | Win (Oculus Rift)                           | [ 153 ] |
| M A R S         | 28  | Lucky's Tale                                              | Win (Oculus Rift)                           | [ 155 ] |
| M A R S         | 28  | Radial-G                                                  | Win (Oculus Rift)                           | [ 153 ] |
| M A R S         | 28  | Smashing the Battle                                       | Win (Oculus Rift)                           | [ 153 ] |
| M A R S         | 28  | Windlands                                                 | Win (Oculus Rift)                           | [ 153 ] |
| M A R S         | 29  | Killer Instinct: Season 3                                 | Win, XBO                                    | [ 156 ] |
| M A R S         | 29  | Minecraft: Story Mode Episode 5 — Order Up!               | Win, PS3, PS4, X360, XBO, iOS, Droid        | [ 157 ] |
| M A R S         | 29  | MLB 16: The Show                                          | PS3, PS4                                    | [ 158 ] |
| M A R S         | 29  | NightCry                                                  | Win                                         | [ 159 ] |
| M A R S         | 29  | Nights of Azure[B]                                        | PS4                                         | [ 160 ] |
| M A R S         | 29  | No Time to Explain                                        | PS4                                         | [ 161 ] |
| M A R S         | 29  | The Walking Dead: Michonne: Episode 2 — Give No Shelter   | Win, PS3, PS4, X360, XBO                    | [ 93 ]  |
| M A R S         | 29  | Trillion: God of Destruction                              | PSVita                                      | [ 162 ] |
| M A R S         | 29  | Unepic                                                    | PS4, PSVita                                 | [ 163 ] |
| M A R S         | 30  | Epistory - Typing Chronicles                              | Win, Mac, Lin                               | [ 164 ] |
| M A R S         | 31  | Ashes of the Singularity                                  | Win                                         | [ 165 ] |
| M A R S         | 31  | Hyper Light Drifter                                       | Win, Mac                                    | [ 166 ] |
| M A R S         | 31  | Sleeping Dogs: Definitive Edition                         | Mac                                         | [ 167 ] |
| M A R S         | 31  | Star Ocean: Integrity and Faithlessness[A]                | PS4                                         | [ 168 ] |

### April–juni
| Månad     | Dag | Titel                                                      | Plattform(ar)                                | Källa   |
| --------- | --- | ---------------------------------------------------------- | -------------------------------------------- | ------- |
| A P R I L | 1   | Adam's Venture: Origins                                    | Win, PS4, XBO                                | [ 169 ] |
| A P R I L | 1   | Stikbold! A Dodgeball Adventure                            | Win                                          | [ 170 ] |
| A P R I L | 5   | 1979 Revolution: Black Friday                              | Win, Mac                                     | [ 171 ] |
| A P R I L | 5   | Assassin's Creed Chronicles Trilogy Pack                   | PSVita                                       | [ 15 ]  |
| A P R I L | 5   | Dirt Rally                                                 | PS4, XBO                                     | [ 172 ] |
| A P R I L | 5   | Dead Star                                                  | Win, PS4                                     | [ 173 ] |
| A P R I L | 5   | Enter the Gungeon                                          | Win, Mac, Lin, PS4                           | [ 174 ] |
| A P R I L | 5   | Job Simulator                                              | HTC Vive                                     | [ 175 ] |
| A P R I L | 5   | Hover Junkers                                              | HTC Vive                                     | [ 176 ] |
| A P R I L | 5   | Quantum Break                                              | Win, XBO                                     | [ 177 ] |
| A P R I L | 5   | Skullgirls 2nd Encore                                      | PSVita                                       | [ 178 ] |
| A P R I L | 5   | Sorcery! Part 3: The Seven Serpents                        | Win, Mac                                     | [ 179 ] |
| A P R I L | 5   | Stikbold! A Dodgeball Adventure                            | PS4                                          | [ 170 ] |
| A P R I L | 5   | The Gallery: Episode 1 — Call of the Starseed              | HTC Vive                                     | [ 180 ] |
| A P R I L | 8   | Stikbold! A Dodgeball Adventure                            | XBO                                          | [ 170 ] |
| A P R I L | 12  | Dark Souls III                                             | Win, PS4, XBO                                | [ 181 ] |
| A P R I L | 12  | Ratchet & Clank                                            | PS4                                          | [ 182 ] |
| A P R I L | 12  | Stories: The Path of Destinies                             | Win, PS4                                     | [ 183 ] |
| A P R I L | 14  | Code of Princess                                           | Win                                          | [ 184 ] |
| A P R I L | 14  | Everybody's Gone to the Rapture                            | Win                                          | [ 185 ] |
| A P R I L | 14  | Final Fantasy IX                                           | Win                                          | [ 186 ] |
| A P R I L | 14  | Phantasmal                                                 | Win                                          | [ 187 ] |
| A P R I L | 15  | Bravely Second: End Layer[B]                               | 3DS                                          | [ 188 ] |
| A P R I L | 18  | Battlezone 98 Redux                                        | Win                                          | [ 189 ] |
| A P R I L | 18  | Danganronpa 2: Goodbye Despair                             | Win                                          | [ 190 ] |
| A P R I L | 18  | Stephen's Sausage Roll                                     | Win, Mac, Lin                                | [ 191 ] |
| A P R I L | 19  | Axiom Verge                                                | PSVita                                       | [ 192 ] |
| A P R I L | 19  | Invisible, Inc.                                            | PS4                                          | [ 193 ] |
| A P R I L | 19  | KOI                                                        | PS4                                          | [ 194 ] |
| A P R I L | 19  | Loud on Planet X                                           | Win, PS4                                     | [ 195 ] |
| A P R I L | 19  | Melty Blood: Actress Again Current Code                    | Win                                          | [ 196 ] |
| A P R I L | 19  | SpeedRunners                                               | Win                                          | [ 197 ] |
| A P R I L | 19  | The Banner Saga 2                                          | Win, Mac                                     | [ 198 ] |
| A P R I L | 20  | Masquerade: The Baubles of Doom                            | Win, PS4, PS3, XBO, X360                     | [ 199 ] |
| A P R I L | 20  | Pollen                                                     | Win                                          | [ 200 ] |
| A P R I L | 21  | Battlefleet Gothic: Armada                                 | Win                                          | [ 201 ] |
| A P R I L | 21  | Loud on Planet X                                           | IOS, Droid                                   | [ 195 ] |
| A P R I L | 21  | Rogue Stormers                                             | Win                                          | [ 202 ] |
| A P R I L | 22  | Crown and Council                                          | Win                                          | [ 203 ] |
| A P R I L | 22  | Rugby Challenge 3                                          | PS4, PS3, XBO, X360                          | [ 204 ] |
| A P R I L | 22  | Star Fox Zero                                              | WiiU                                         | [ 205 ] |
| A P R I L | 22  | Star Fox Guard                                             | WiiU                                         | [ 206 ] |
| A P R I L | 26  | Alienation                                                 | PS4                                          | [ 207 ] |
| A P R I L | 26  | Hitman: Sapienza                                           | Win, PS4, XBO                                | [ 208 ] |
| A P R I L | 26  | Hyperdevotion Noire: Goddess Black Heart                   | Win                                          | [ 209 ] |
| A P R I L | 26  | King's Quest: Chapter 3 — Once Upon a Climb                | Win, PS4, PS3, XBO, X360                     | [ 210 ] |
| A P R I L | 26  | Rocketbirds 2: Evolution                                   | PS4, PSVita                                  | [ 211 ] |
| A P R I L | 26  | Sega 3D Classics Collection                                | 3DS                                          | [ 212 ] |
| A P R I L | 26  | Severed                                                    | PSVita                                       | [ 213 ] |
| A P R I L | 26  | Stranger of Sword City                                     | PSVita                                       | [ 214 ] |
| A P R I L | 26  | The Walking Dead: Michonne: Episode 3 — What We Deserve    | Win, PS3, PS4, X360, XBO, IOS, Droid         | [ 215 ] |
| A P R I L | 28  | Mini Mario & Friends: Amiibo Challenge                     | 3DS, WiiU                                    | [ 216 ] |
| A P R I L | 28  | Lost Reavers                                               | WiiU                                         | [ 217 ] |
| A P R I L | 28  | Offworld Trading Company                                   | Win, Mac                                     | [ 218 ] |
| A P R I L | 28  | Angry Birds Action!                                        | Droid, IOS                                   | [ 219 ] |
| A P R I L | 29  | DC Universe Online                                         | XBO                                          | [ 220 ] |
| M A J     | 3   | Battleborn                                                 | Win, PS4, XBO                                | [ 221 ] |
| M A J     | 3   | Ray Gigant[B]                                              | PSVita                                       | [ 222 ] |
| M A J     | 3   | Shadow Complex Remastered                                  | Win, PS4                                     | [ 133 ] |
| M A J     | 3   | Superhot                                                   | XBO                                          | [ 223 ] |
| M A J     | 3   | The Park                                                   | PS4, XBO                                     | [ 224 ] |
| M A J     | 5   | Kathy Rain                                                 | Win, Mac                                     | [ 225 ] |
| M A J     | 5   | Uncharted: Fortune Hunter                                  | IOS, Droid                                   | [ 226 ] |
| M A J     | 9   | Stellaris                                                  | Win, Mac, Lin                                | [ 227 ] |
| M A J     | 10  | TASTEE: Lethal Tactics                                     | Win                                          | [ 228 ] |
| M A J     | 10  | Uncharted 4: A Thief's End                                 | PS4                                          | [ 229 ] |
| M A J     | 11  | Raiden V                                                   | XBO                                          | [ 230 ] |
| M A J     | 12  | Final Fantasy X/X-2 HD Remaster                            | Win                                          | [ 231 ] |
| M A J     | 12  | Goliath                                                    | Win, Mac                                     | [ 232 ] |
| M A J     | 12  | Super Meat Boy                                             | WiiU                                         | [ 233 ] |
| M A J     | 13  | Doom                                                       | Win, PS4, XBO                                | [ 234 ] |
| M A J     | 13  | Disney Art Academy                                         | 3DS                                          | [ 235 ] |
| M A J     | 16  | Smashing the Battle                                        | Win                                          | [ 236 ] |
| M A J     | 17  | Homefront: The Revolution                                  | Win, PS4, XBO                                | [ 237 ] |
| M A J     | 17  | Salt and Sanctuary                                         | Win                                          | [ 238 ] |
| M A J     | 17  | Shadow of the Beast                                        | PS4                                          | [ 239 ] |
| M A J     | 17  | Shadwen                                                    | Win, PS4                                     | [ 240 ] |
| M A J     | 17  | Soft Body                                                  | Win, PS4                                     | [ 241 ] |
| M A J     | 17  | Valkyria Chronicles Remastered[B]                          | PS4                                          | [ 242 ] |
| M A J     | 18  | Duskers                                                    | Win                                          | [ 243 ] |
| M A J     | 18  | htoL#NiQ: The Firefly Diary                                | Win                                          | [ 244 ] |
| M A J     | 19  | Lastfight                                                  | Win                                          | [ 245 ] |
| M A J     | 19  | Sengoku Jidai: Shadow of the Shogun                        | Win                                          | [ 246 ] |
| M A J     | 19  | Time Machine VR                                            | HTC Vive, Oculus Rift                        | [ 247 ] |
| M A J     | 24  | Not A Hero                                                 | XBO                                          | [ 248 ] |
| M A J     | 24  | OlliOlli2: Welcome to Olliwood                             | XBO                                          | [ 248 ] |
| M A J     | 24  | Overwatch                                                  | Win, PS4, XBO                                | [ 249 ] |
| M A J     | 24  | Teenage Mutant Ninja Turtles: Mutants in Manhattan         | Win, PS4, PS3, XBO, X360                     | [ 250 ] |
| M A J     | 24  | Total War: Warhammer                                       | Win                                          | [ 251 ] |
| M A J     | 26  | OmniBus                                                    | Win                                          | [ 252 ] |
| M A J     | 26  | Table Top Racing: World Tour                               | Win                                          | [ 253 ] |
| M A J     | 31  | Dead Island: Definitive Edition                            | Win, PS4, XBO                                | [ 254 ] |
| M A J     | 31  | Hitman: Marrakesh                                          | Win, PS4, XBO                                | [ 255 ] |
| M A J     | 31  | One Piece: Burning Blood                                   | PS4, PSVita, XBO                             | [ 256 ] |
| M A J     | 31  | Smite                                                      | PS4                                          | [ 257 ] |
| J U N I   | 1   | Pool Nation VR                                             | HTC Vive                                     | [ 258 ] |
| J U N I   | 1   | Senran Kagura Shinovi Versus                               | Win                                          | [ 259 ] |
| J U N I   | 1   | Turn On                                                    | Win, Mac, XBO                                | [ 260 ] |
| J U N I   | 2   | Brigador                                                   | Win, Mac, Lin                                | [ 261 ] |
| J U N I   | 3   | Assetto Corsa                                              | PS4, XBO                                     | [ 262 ] |
| J U N I   | 3   | Dangerous Golf                                             | Win, PS4, XBO                                | [ 263 ] |
| J U N I   | 3   | Hard Reset Redux                                           | Win, PS4, XBO                                | [ 264 ] |
| J U N I   | 6   | Hearts of Iron IV                                          | Win, Mac, Lin                                | [ 227 ] |
| J U N I   | 6   | Edge of Nowhere                                            | Oculus Rift                                  | [ 265 ] |
| J U N I   | 7   | Atelier Sophie: The Alchemist of the Mysterious Book       | PSVita, PS4                                  | [ 266 ] |
| J U N I   | 7   | Guilty Gear Xrd -Revelator-                                | PS3, PS4                                     | [ 267 ] |
| J U N I   | 7   | Mirror's Edge Catalyst                                     | Win, PS4, XBO                                | [ 268 ] |
| J U N I   | 7   | Odin Sphere Leifthrasir                                    | PS3, PS4, PSVita                             | [ 269 ] |
| J U N I   | 7   | SteamWorld Heist HD                                        | Win, Mac, Lin, PS4, PSVita                   | [ 270 ] |
| J U N I   | 7   | The Solus Project                                          | Win, XBO                                     | [ 271 ] |
| J U N I   | 10  | Kirby: Planet Robobot                                      | 3DS                                          | [ 272 ] |
| J U N I   | 10  | Sherlock Holmes: The Devil's Daughter                      | Win                                          | [ 273 ] |
| J U N I   | 13  | Trials of the Blood Dragon                                 | Win, PS4, XBO                                | [ 274 ] |
| J U N I   | 14  | Dead by Daylight                                           | Win                                          | [ 275 ] |
| J U N I   | 17  | Dreamfall Chapters: Book 5 — Redux                         | Win, Mac, Lin                                | [ 276 ] |
| J U N I   | 21  | Asemblance                                                 | Win, PS4                                     | [ 277 ] |
| J U N I   | 21  | Deadlight: Director’s Cut                                  | Win, PS4, XBO                                | [ 278 ] |
| J U N I   | 21  | Mighty No. 9                                               | Win, Mac, Lin, PS3, PS4, Xbox 360, XBO, WiiU | [ 279 ] |
| J U N I   | 21  | Pac-Man 256                                                | Win, PS4, XBO                                | [ 280 ] |
| J U N I   | 21  | Umbrella Corps                                             | Win, PS4                                     | [ 281 ] |
| J U N I   | 21  | VA-11 HALL-A                                               | Win, Mac, Lin                                | [ 282 ] |
| J U N I   | 24  | Mario & Sonic at the Rio 2016 Olympic Games                | WiiU                                         | [ 283 ] |
| J U N I   | 24  | Tokyo Mirage Sessions ♯FE[B]                               | WiiU                                         | [ 284 ] |
| J U N I   | 28  | 7 Days to Die                                              | PS4, XBO                                     | [ 285 ] |
| J U N I   | 28  | God Eater: Resurrection[B]                                 | PS4, PSVita                                  | [ 286 ] |
| J U N I   | 28  | Grand Kingdom                                              | PS4, PSVita                                  | [ 287 ] |
| J U N I   | 28  | JoJo's Bizarre Adventure: Eyes of Heaven[B]                | PS4                                          | [ 288 ] |
| J U N I   | 28  | Lego Star Wars: The Force Awakens                          | Win, X360, XBO, PS3, PS4, PSVita, WiiU, 3DS  | [ 289 ] |
| J U N I   | 28  | Prison Architect                                           | PS4, XBO                                     | [ 290 ] |
| J U N I   | 28  | Resident Evil 5                                            | PS4, XBO                                     | [ 291 ] |
| J U N I   | 28  | Star Ocean: Integrity and Faithlessness[B]                 | PS4                                          | [ 292 ] |
| J U N I   | 28  | Terraria                                                   | WiiU                                         | [ 293 ] |
| J U N I   | 28  | The Technomancer                                           | Win, PS4, XBO                                | [ 294 ] |
| J U N I   | 28  | Zero Time Dilemma                                          | PSVita, 3DS                                  | [ 295 ] |
| J U N I   | 29  | Inside                                                     | XBO                                          | [ 296 ] |
| J U N I   | 29  | Lost Sea                                                   | XBO                                          | [ 297 ] |
| J U N I   | 30  | BoxBoxBoy![B]                                              | 3DS                                          | [ 298 ] |
| J U N I   | 30  | Crypt of the Necrodancer Pocket Edition                    | IOS                                          | [ 299 ] |
| J U N I   | 30  | Super Robot Wars Original Generation: The Moon Dwellers[A] | PS3, PS4                                     | [ 300 ] |
| J U N I   | 30  | Zero Time Dilemma                                          | Win                                          | [ 301 ] |